# Via Verde (Maut)

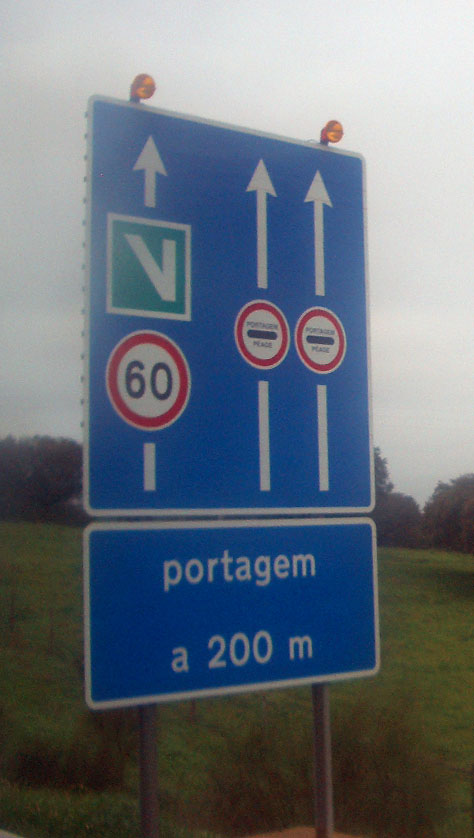
Logo der Via Verde auf einem Schild der Autobahn A6. Die Spur auf der linken Seite ist für das Via Verde-System reserviert, die anderen beiden Spuren für die Barzahlung der Maut (portagem).

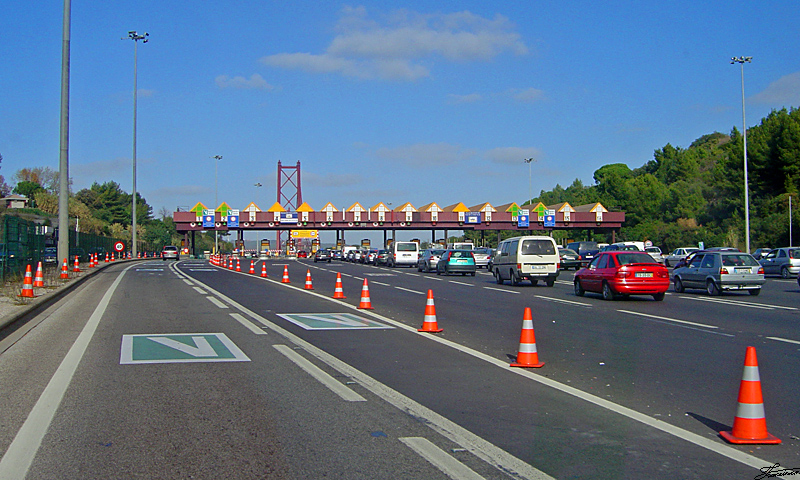
Fahrstreifen mit Via Verde-Logo vor der Ponte 25 de Abril in der Margem Sul do Tejo. Auf den speziellen Fahrstreifen kann die Mautstelle einfach durchfahren werden, der Betrag wird vom Konto abgebucht.

Via Verde ist das elektronische Mautbezahlungssystem auf den portugiesischen Autobahnen.
1994 erhielt das System den Toll Innovation Award der International Bridge, Tunnel and Turnpike Association. 2007 besaß Via Verde mehr als zwei Millionen Kunden bei einer Einwohnerzahl Portugals von knapp zehn Millionen Einwohner.

## Geschichte
Via Verde wurde an der Universität Aveiro entwickelt und im April 1991 vom portugiesischen Autobahnbetreiber Brisa eingeführt.
Seit 1995 wird das System flächendeckend für alle mautpflichtigen Autobahnen und Brücken genutzt.

## Funktion und Verbreitung
Beim Befahren der ausschließlich für Via-Verde-Kunden reservierten Fahrspur an den Mautstellen wird ein an die Windschutzscheibe angebrachter RFID-Chip eingelesen. Über diesen werden die Daten des Kunden weitergegeben, sodass automatisch der entsprechende Mautbetrag vom Konto des Autofahrers abgebucht werden kann. Bei einem nicht gültigen oder nicht vorhandenen Chip wird das Fahrzeug fotografiert, um eine strafrechtliche Verfolgung zu ermöglichen.
Das System erhöht neben der Automatisierung der Mauteinnahmen auch den Verkehrsfluss auf den portugiesischen Autobahnen. Auf den Via-Verde-Spuren beträgt die Höchstgeschwindigkeit zwischen 40 und 60 km/h, obwohl es auch für Geschwindigkeit um die 200 km/h ausgelegt ist. Das System hatte in Portugal einen großen Erfolg, auch weil die Mautabbuchung von einem Konto jeder Bank möglich ist.
Durch die große Verbreitung der Via Verde wird das System inzwischen auch in anderen Bereichen genutzt. So kann teilweise auch in Parkhäusern und bei Galp-Tankstellen mit der Via Verde bezahlt werden.

## Eigentümerstruktur
Via Verde gehört zu 60 % dem portugiesischen Autobahnbetreiber und größtem Konzessionär Brisa – Auto-estradas de Portugal, zu 20 % dem Multibanco-Geldautomatenbetreiber SIBS — Sociedade Interbancária de Serviços und zu 20 % dem portugiesischen Autobahn-Konzessionär Ascendi.